# Luzerna
Luzerna es un municipio brasileño del estado de Santa Catarina. Tiene una población estimada al 2022 de 5 794 habitantes. Pertenece a la Región metropolitana de Contestado.

## Historia
La localidad ya era habitada en la época del Contestado. En 1917 fue nombrada distrito de Cruzeiro, actual Joaçaba, se emancipó el 29 de diciembre de 1995.